# Mehmet Karasungur
Mehmet Karasungur (geboren am 1. Juli 1957 im Dorf Sütlüce, Bingöl; gestorben am 2. Mai 1983 im Irak) war Gründungs- und ZK-Mitglied der Arbeiterpartei Kurdistans. Sein Kampfname war Halit. Karasungur war Zaza.

## Werdegang
Mehmet Karasungur wurde in einer Familie mit 12 Kindern geboren. Er hatte acht Schwestern und drei Brüder. Mehmet Karasungur machte in Erzurum eine Ausbildung zum Mathematiklehrer und arbeitete nach Abschluss der Ausbildung in Kahramanmaraş als Lehrer. Wegen politischer Betätigung wurde Karasungur nach Hakkari versetzt. Dort betätigte er sich auch gewerkschaftlich. 1976 lernte Karasungur Mehmet Hayri Durmuş kennen und gab zwei Jahre später seinen Beruf auf, um sich politisch zu betätigen. In Hilvan wurde bei Auseinandersetzungen der Vorläuferorganisation der PKK, die landläufig Kürdistan devrimcileri („Kurdistan-Revolutionäre“) genannt wurde, mit dem kurdischen Clan der Süleymanlar Halil Çavgun getötet. Um den Tod zu rächen, wurden Kemal Pir und Karasungur entsandt, die dann dort die Organisation leiteten.
Karasungur nahm an der Gründungsversammlung der PKK 1978 in Fîs teil. Er leitete die militärische Ausbildung von PKK-Kämpfern im Libanon und war einer der ersten, die den bewaffneten Kampf der PKK nach dem 15. August führten.

## Tod
Abdullah Öcalan warf Karasungur vor, zu verbreiten, dass er (Öcalan) nichts mehr zu sagen habe, und dass Karasungur und seine Kumpel die PKK als ihr Eigentum betrachtet hätten. Öcalan erklärte Karasungur zum Verräter. Er schrieb 1993:

„Er schmiedete Komplotte: Die Freunde in Ostkurdistan (Iran) standen unter der Kontrolle von Mehmet Karasungur und Hamit Avci. Bis 1982 haben sie jeden (Fort-)Schritt unserer Freunde unterbunden. […] Ich habe gegen diese Kräfte einen großen Kampf gefochten.“

Nach Darstellung der PKK fiel Karasungur in bewaffneten Auseinandersetzungen zwischen der Demokratischen Partei Kurdistans und der Patriotischen Union Kurdistans. Baki Karer, ebenfalls ZK-Mitglied der PKK, schrieb 1986 nach seiner Flucht aus einem Gefängnis der PKK im Lager Lolan, dass Karasungur wegen Differenzen mit Öcalan vor seinem Tod alle Ämter niedergelegt habe. Demgegenüber wird Karasungur in der PKK als Märtyrer verehrt.
Karasungur war verheiratet und Vater eines Kindes. Sein Bruder Haydar Karasungur war ebenfalls PKK-Mitglied. Öcalan enthob ihn 1986 aller Ämter. Er starb 1987 durch Selbstverbrennung, als er von türkischen Soldaten umstellt war.